# 二十棘洋葱海胆虫
二十棘洋葱海胆虫（学名：Cromyechinus icosacanthus）为星球虫科洋葱海胆虫属的动物。分布于中太平洋，包括南海等海域。